# 小口棘隆頭魚
小口棘隆頭鱼，為輻鰭魚綱鱸形目隆頭魚亞目隆頭魚科的其中一種。

## 分布
本魚分布東大西洋區，包括格陵蘭東部、挪威、丹麥、德國、愛爾蘭、比利時、荷蘭、法國、英國、西班牙、葡萄牙等海域。

## 特徵
本魚體側高，體色從背面的棕色到腹側的黃色，腹部為銀白色，有一些小點。繁殖期時雄魚側腹顏色會變成閃亮的藍色，口前位，特別小，喉部有紫線。臀鰭前面有幾個刺條，尾柄基部有一黑色的縱向條紋，背鰭硬棘18至20枚；背鰭軟條5至7枚；臀鰭硬棘4至6枚；臀鰭軟條6至8枚，體長可達18公分。

## 生態
本魚棲息在在岩石附近的海草床。屬肉食性，吃小型無脊椎動物。繁殖期夏季，雌魚將卵產在海草床上。 

## 經濟利用
非食用魚，但可做為觀賞魚。